# U-333
Unterseeboot 333 foi um submarino alemão do Tipo VIIC, pertencente a Kriegsmarine que atuou durante a Segunda Guerra Mundial.

## Comandantes
| Comandante                 | Data                                          |
| -------------------------- | --------------------------------------------- |
| Kptlt. Peter-Erich Cremer  | 25 de agosto de 1941 - 6 de outubro de 1942   |
| Ltn. Helmut Kandzior       | 6 de outubro de 1942 - 9 de outubro de 1942   |
| Kptlt. Lorenz Kasch        | 9 de outubro de 1942 - 22 de novembro de 1942 |
| Oblt. Werner Schwaff       | 22 de novembro de 1942 - 17 de maio de 1943   |
| KrvKpt. Peter-Erich Cremer | 18 de maio de 1943 - 19 de julho de 1944      |
| Kptlt. Hans Fiedler        | 20 de julho de 1944 - 31 de julho de 1944     |

## Subordinação
Durante o seu tempo de serviço, esteve subordinado às seguintes flotilhas:
| Período                                       | Flotilha                                  |
| --------------------------------------------- | ----------------------------------------- |
| 25 de agosto de 1941 - 31 de dezembro de 1941 | 5. Unterseebootsflottille (treinamento)   |
| 1 de janeiro de 1942 - 31 de julho de 1944    | 3. Unterseebootsflottille (serviço ativo) |

## Operações conjuntas de ataque
O U-333 participou das seguinte operações de ataque combinado durante a sua carreira:
- Rudeltaktik Ziethen (17 de janeiro de 1942 - 22 de janeiro de 1942)
- Rudeltaktik Blücher (14 de agosto de 1942 - 18 de agosto de 1942)
- Rudeltaktik Iltis (6 de setembro de 1942 - 23 de setembro de 1942)
- Rudeltaktik Falke (28 de dezembro de 1942 - 19 de janeiro de 1943)
- Rudeltaktik Landsknecht (19 de janeiro de 1943 - 28 de janeiro de 1943)
- Rudeltaktik Dränger (14 de março de 1943 - 20 de março de 1943)
- Rudeltaktik Seewolf (21 de março de 1943 - 30 de março de 1943)
- Rudeltaktik Schill (25 de outubro de 1943 - 16 de novembro de 1943)
- Rudeltaktik Schill 1 (16 de novembro de 1943 - 19 de novembro de 1943)